# Fremdohyus
Fremdohyus — вимерлий рід свиновидих. Вид: Fremdohyus osmonti.
Етимологія: вид названо на честь Теодора Фремда за роки його невтомної роботи над скам’янілостями Джона Дея, особливо пекарі.
Поширення: Арікарей формації Джон Дей, Орегон